# 康斯特布爾維爾 (紐約州)
康斯特布爾維爾（英語：Constableville）是位於美國紐約州劉易斯縣的村。

## 人口
根據2020年美國人口普查的數據，康斯特布爾維爾的面積為2.90平方千米，皆為陸地。當地共有人口293人，而人口密度為每平方千米101人。